# Gueorgui Ivànov
Gueorgui Vladímirovitx Ivànov (rus: Гео́ргий Влади́мирович Ива́нов, nascut el 10 de novembre [C.J. 29 d'octubre] de 1894 a Puke, en la gubèrnia de Kovno, llavors a l'Imperi Rus, actualment districte municipal de Mažeikiai a Lituània, mort el 26 d'agost de 1958 a Ieras, departament de Var, França), fou un poeta, escriptor, publicista, crític i traductor rus. És considerat un dels poetes més importants de l'emigració russa i un dels primers existencialistes de la literatura russa.

## Biografia
Fill d'una família de bona posició, Ivànov va passar la seva infantesa en el cercle d'elits de la joventut daurada russa. Va començar a escriure versos, imitadors de Baudelaire i els simbolistes francesos, a una edat precoç. Tot i que la seva tècnica de versificació era impecable, no tenia experiència vital. Els temes preferits de la seva primera poesia van ser els maniquís rococó i els festivals galants. Va titular un dels seus llibres "Embarcament cap a l'illa de Cítera", rus: Отплытие на остров Цитеру Otplítie na óstrov Tsíteru, en al·lusió al quadre de Watteau.
Després de practicar una varietat de futurisme rus, promoguda per Ígor Severianin, Ivànov es va associar amb el moviment acmeista. Tot i que no es considerava un talent important, el poeta, que amb prou feines tenia 20 anys, ja era esmentat en poemes d'Óssip Mandelxtam i Anna Akhmàtova. També va ser considerat un dels millors alumnes de l'escola informal "Taller de poetes", rus: Цех поэтов Tsekh poétov organitzada per Nikolai Gumiliov i Serguei Gorodetski.
Ivànov fou l'únic membre prominent d'aquest cercle que emigrà a Occident. La seva arrogància natural i els judicis peremptoris li van guanyar fàcilment el respecte i admiració dels seus contemporanis més joves. Es va promocionar com l'únic romanent de l'ambient altament sofisticat de l'Edat de Plata de Rússia. Per millorar la seva posició, va llançar un llibre de memòries, titulat "Hiverns de Petersburg", rus: Петербургские зимы. Peterbúrgskie zimi, que contenia un relat ficionat o exagerat de les seves experiències amb els acmeistes. El llibre va alienar Ivànov dels seus grans contemporanis, però va aconseguir l'aclamació instantània dels seus deixebles.
Juntament amb la seva dona Irina Odóievtseva i el seu company de crítiques Gueorgui Adamóvitx, Ivànov es va convertir en el principal àrbitre del gust de la societat emigrant, forjant o destruint la reputació literària. No obstant això, el seu gust literari era una cosa deficient: sense adonar-se'n, va menystenir els genuïns poemes de Tsvetàieva (quan anònimament es va presentar a un concurs de poesia) com una basta imitació de la forma de Tsvetàieva. Es van enfrontar amb entusiasme amb els literats russos a Berlín, amb Vladímir Nabókov convertit en el blanc preferit dels seus atacs. Nabokov es va venjar satiritzant Ivànov en un dels seus contes més coneguts, Primavera a Fialta rus: Весна в Фиальте, i creant una intel·ligent mistificació que va donar lloc a la lloança immoderada d'Adamóvitx dels versos de Nabókov impresa sota un àlies.
Els últims tres anys i mig de la vida de Gueorgui Ivànov van transcórrer al sud de França, a la localitat turística de Ieras, a la costa mediterrània. Des del febrer de 1955, ell i Irina Odóievtseva van viure allà, a la casa de retir "Beau-Séjour". L'única font d'ingressos per als cònjuges eren els minsos honoraris de les seves publicacions al trimestral per a emigrants Novom Jurnale, rus: Новом журнале, publicat a Nova York, amb el qual col·laboraven des de 1950.
Durant l'estada de Guerogui Ivanov a Ieras, el seu estat de salut es va anar deteriorant, lentament però constant. Això es va deure principalment al clima amb fortes fluctuacions de temperatura en diferents estacions de l'any: en els mesos d'estiu hi feia una calor increïble durant setmanes, que Ivànov no podia suportar.
Des de la primavera de 1958, la seva condició va començar a deteriorar-se bruscament. Una revisió realitzada en un hospital local al març no va revelar la causa de la malaltia, i els metges no van poder establir-ne el diagnòstic. Les manifestacions externes de la malaltia d'Ivànov, preservades per la descripció en les cartes de la seva esposa, s'assemblen, sobretot, a la leucèmia.
A mitjans d'agost de 1958, va començar l'agonia d'Ivànov, i fou novament ingressat a l'hospital, on va morir-hi el 26 d'agost de 1958. El 28 d'agost va ser enterrat al cementiri municipal de la ciutat de Ieras.
El 23 de novembre de 1963, les restes d'Ivànov van ser reenterrades al Cementiri rus de Sainte-Geneviève-des-Bois, prop de París.
Després de la mort de Ivànov, la seva reputació no ha parat de créixer. La seva "poesia de la desesperació genial", com ha estat definida per un crític, és presa per alguns per presagiar els principis de l'existencialisme francès.

## Obres publicades en vida
- Отплытье на о. Цитеру. St. Peterburg 1912.
- Горница. St. Peterburg 1914.
- Памятник славы,. Petrograd 1915.
- Вереск: Вторая книга стихов. Moscou-Petrograd 1916.
- Сады: Третья книга стихов. St. Petersburg 1921.
- Лампада: Собрание стихотворений. Книга первая. Petrograd 1922.
- Вереск: Вторая книга стихов. Berlín 1923.
- Сады: Третья книга стихов. Berlín 1923.
- Петербургские зимы Arxivat 2018-12-26 a Wayback Machine.. París 1928.
- Розы. París 1931.
- Отплытие на остров Цитеру. Berlin 1937.
- Распад атома. Paris 1938.
- Портрет без сходства. Paris 1950.
- Петербургские зимы. Nova York 1952.
- 1943—1958. Стихи. Nova York 1958.